# 海南蕈树
海南蕈树（学名：Altingia obovata）为金缕梅科蕈树属下的一个种。

## 扩展阅读
- 維基物種上的相關：海南蕈树